# Viktor Kožený
Viktor Kožený (* 28. června 1963 Praha) je irský občan českého původu žijící na Bahamách. Spojené státy americké a Česká republika se jej snaží přivést před soud. 
Je na něj vydán mezinárodní zatykač.

## Mládí
Pochází z rozvedeného manželství. Matka se podruhé provdala za historika umění Květoslava Chvatíka. V roce 1979 rodiče s patnáctiletým Viktorem emigrovali do Mnichova. Poté Kožený již sám v roce 1982 odešel studovat do USA. V roce 1989 získal na Harvard University bakalářský titul v oboru ekonomie. 
Půl roku pak pracoval v Londýně jako investiční bankéř u firmy Flemmings.

## Česká kupónová privatizace
V roce 1991 se Kožený vrátil do Prahy a stal se vlivnou osobou v probíhající kupónové privatizaci. Občané mohli získávat za kupóny přímo akcie privatizovaných podniků, nebo předat kupóny tzv. investičním privatizačním fondům.
Díky masivní reklamě slibující do roka „jistotu desetinásobku“ (tj. desetinásobnou návratnost poplatku 1035 Kčs za kupónovou knížku s kolkem) získaly Koženým založené Harvardské investiční fondy (Harvard Capital & Consulting Investiční společnost a.s.) přes milión kupónových knížek. Fondy neměly nic společného s americkou Harvard University.
V roce 1994 Kožený opustil Prahu a přesunul se do daňového exilu na Bahamy. V září roku 1995 získal za poplatek irské občanství.
V roce 1996 bylo šest Harvardských investičních fondů kuponové privatizace z první vlny spolu s firmou Sklo Union Teplice transformováno na Harvardský průmyslový holding. V lednu 1998 Kožený koupil Harvardský průmyslový holding ve veřejné obchodní soutěži. Zaplatil za něj dvěma směnkami se splatností na konci roku 1999 ve výši 10,559 miliardy korun.
Kožený je v Česku stíhán kvůli operacím z let 1995 až 1997, při nichž spolu se svým nejbližším spolupracovníkem Borisem Vostrým připravil o majetek akcionáře Harvardského průmyslového holdingu.
Dne 14. října 2003 vydal Obvodní soud pro Prahu 4 na oba muže mezinárodní zatykače.

## Podezření z investičních podvodů v Ázerbájdžánu
Kožený nalákal skupinu soukromých investorů k účasti na ázerbájdžánské obdobě české kupónové privatizace, která však skončila krachem. Investoři o vložené peníze přišli a podezírají Koženého, že podstatnou část z nich zpronevěřil.
Dva bývalí američtí úředníci souhlasili, že budou svědčit proti svému bývalému zaměstnavateli Koženému v ázerbájdžánské úplatkářské aféře. Bývalý agent amerického protidrogového úřadu DEA a analytička ministerstva obrany v dokumentech federálního soudu na Manhattanu přiznali, že Kožený podplácel ázerbájdžánské prominenty s cílem získat v privatizaci ropnou společnost Socar, k čemuž měl použít i peníze získané rozprodejem české námořní flotily. Mezi korumpovanými byl podle nich i bývalý ázerbájdžánský prezident Hejdar Alijev.
Týdeník Respekt v únoru 2009 zveřejnil dopis z 24. října 1997, kterým tehdejší šéf poradců českého premiéra Václava Klause Jiří Weigl doporučil Viktora Koženého ázerbájdžánskému prezidentu Hejdaru Alijevovi jako průkopníka privatizačních procesů, jehož zkušenost může být užitečná i pro privatizační projekty v Ázerbájdžánu.

## Kandidatura do Evropského parlamentu
V roce 2004 se pokoušel kandidovat do Evropského parlamentu.

## Trestní stíhání
V roce 2005 byl Kožený na Bahamách na základě americké žádosti o vydání zadržen. V USA byl s dalšími dvěma muži obviněn z úplatkářství velkého rozsahu, kterého se měli dopustit v Ázerbájdžánu.
V dubnu 2007 byl propuštěn na Bahamách z vězení a v říjnu 2007 rozhodl bahamský odvolací soud, že do USA vydán nebude (soud první instance rozhodl, že může být vydán a stíhán, ale za menší rozsah trestných činů, než USA původně žádaly). USA prohlásily, že budou o vydání nadále usilovat. K dispozici mají ještě dva stupně odvolání.
V červenci 2007 odmítl ministr vnitra Ivan Langer žádost bývalého policejního vyšetřovatele Václava Lásky o zbavení mlčenlivosti, aby mohl v USA vypovídat v kauze Viktora Koženého. Podle mluvčí Aleny Vokráčkové byla důvodem „odlišnost právních systémů obou zemí“.
V únoru 2008 začal před Městským soudem v Praze proces proti Koženému a proti jeho společníkovi Borisi Vostrému, který žije v Belize. Oba jsou stíháni jako uprchlí. Kožený vyzval žalobce, aby zveřejnil obžalobu, což žalobce odmítl. Kožený proto vyzval své obhájce ex offo, aby obžalobu zveřejnili oni.